# Colzate
Colzate (lombardul: Colgiàt) település Olaszországban, Lombardia régióban, Bergamo megyében. Lakosainak száma 1605 fő (2023. január 1.). Colzate Vertova, Casnigo, Oneta és Gorno községekkel határos.

## Népesség
A település lakossága az elmúlt években az alábbi módon változott:
| Lakosok száma | 1634 | 1638 | 1605 |
|               | 2017 | 2018 | 2023 |